# 김영주 (화가)
김영주(金永周, 1920년 8월 18일 ~ 1995년 5월 14일)는 일제강점기와 대한민국의 화가이다.

## 생애
함경남도 원산 출신이다. 1942년 일본 도쿄다이헤이요미술학교(東京太平洋美術學校)를 졸업했으며, 1941년 미술문화전에 출품하였다.
1957년 ‘현대미술작가전’과 미국 뉴욕 월드하우스 화랑 조최 한국현대미전, 1961년 이후에는 마닐라 국제전, 제7회 상파울로 비엔날레 제1회 카뉴 국제 회화제 등에 출품했다. 미술평론에도 관계하여 한국 미술평론가협회 대표를 역임한 바 있고, 국전 심사위원 및 운영위원을 거쳤다. 4회의 개인전을 열었다.

## 저서, 작품 및 경향
저서로서 《동서미술 개설》(東西美術槪說)이 있다. 비교적 새로운 사조(思潮)에 민감하여 몇 차례의 변모를 겪고 있는 그의 작품경향은 1950~1960년대에 상징적인 신화의 세계를 추구한 이래 타시즘(tachisme), 앵포르멜(informel)과 옵아트(op art) 등 여러 추상양식의 경로를 받아들이고 있다. 작품으로 〈검은 태양〉, 〈청기사(靑騎士)〉, 〈회전(回轉)〉, 〈비전〉 등이 있다.